# BIS Records
BIS Records  é uma gravadora fundada em 1973 por Robert von Bahrcom e que tem sede em Åkersberga, Suécia.
O foco principal da BIS Records é música clássica, tanto contemporânea como antiga.
A companhia registrou os trabalhos completos de Jean Sibelius. Também foram gravados as obras de outros compositores, principalmente dos países nórdicos e do Báltico. No catálogo da BIS Records é possível encontrar nomes como Nikos Skalkotas, Kalevi Aho, Sally Beamish, Jón Leifs, Geirr Tveitt e James MacMillan.Foram gravados também algumas obras de Camargo Guarnieri, Cláudio Santoro e Francisco Mignone com a Orquestra Sinfônica do Estado de São Paulo, sob a regência do maestro John Neschling.
Outra celebridade da BIS é projeto de cantatas de Bach realizado em conjunto com o Bach Collegium Japan sob a regência do maestro Masaaki Suzuki.